# PD-50

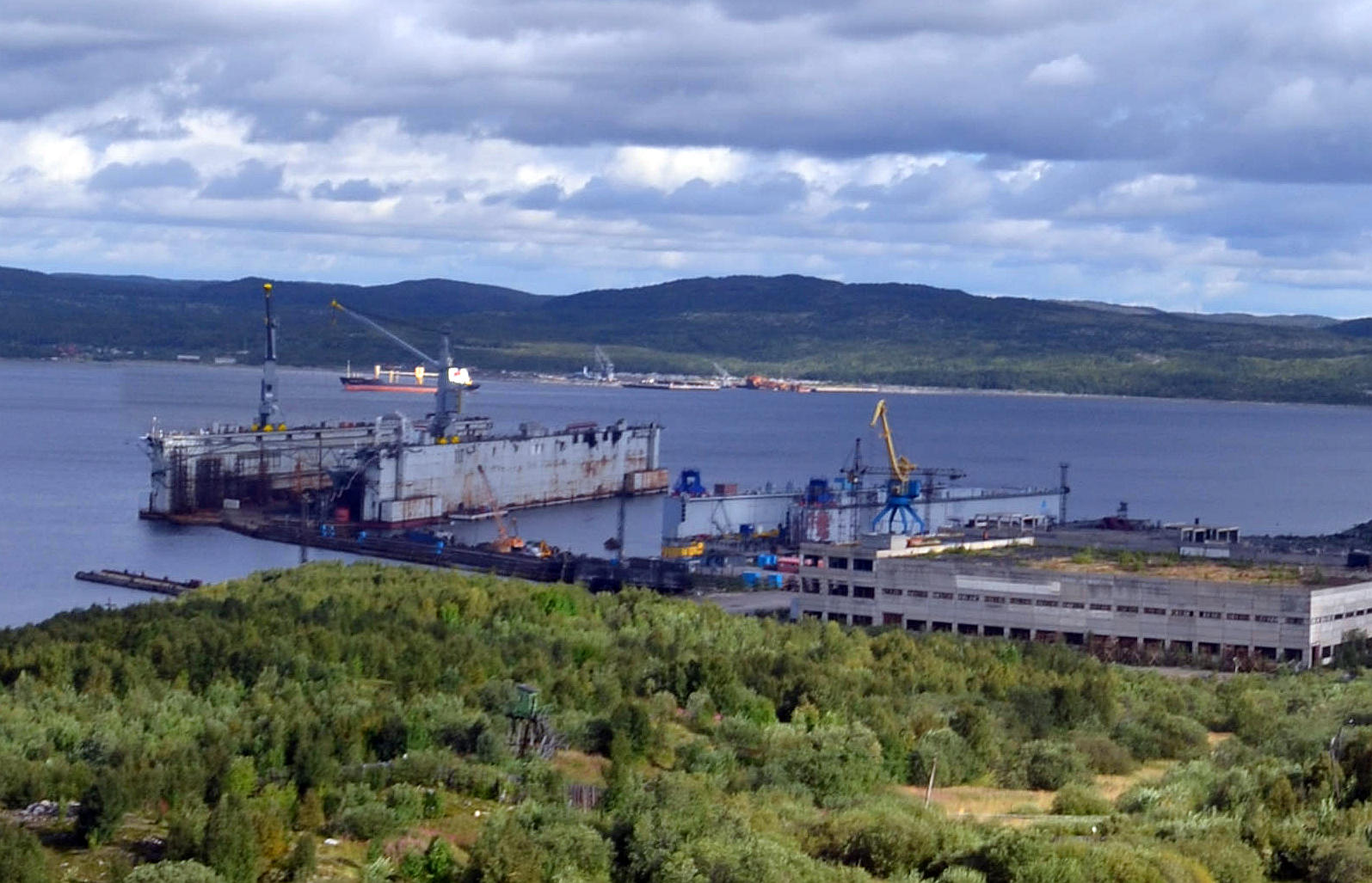
PD-50 (links)

PD-50 (Projekt 7454) war das größte russische Schwimmdock und eines der größten der Welt. Durch einen Unfall sank es im Jahre 2018.

## Geschichte
Das Dock wurde 1980 in Schweden von Götaverken AB für die sowjetische Marine gebaut und diente der russischen Marine zur Wartung und Reparatur ihrer größten Kriegsschiffe. Das Dock war zuletzt in der Reparaturwerft Nr. 82 in Rosljakowo in der Oblast Murmansk stationiert.
2010 wurde das Dock aus dem Bestand der Marine ausgemustert und seitdem von der Reparaturwerft Nr. 82 privat betrieben. Die Werft Nr. 82 gehört seit 2013 dem staatlichen russischen Ölkonzern Rosneft, der dort eine Basis für den Bau von Ölplattformen einrichten will.

## Technische Daten
| Länge                     | 330 m     |
| Breite                    | 88 m      |
| lichte Weite              | 67 m      |
| Tragfähigkeit             | 80.000 t  |
| Tiefgang                  | 6,1 m     |
| Verdrängung (aufgetaucht) | 135.460 t |
| Verdrängung (getaucht)    | 215.860   |
| Besatzung                 | 175       |

## Einsätze

### Abwracken derKursk
PD-50 war im Jahre 2000 bei der Hebung der Kursk im Einsatz. Nachdem das havarierte U-Boot gehoben worden war, wurde es in das Dock gebracht und dort abgewrackt.

### Werftunfall mit derAdmiral Kusnezow

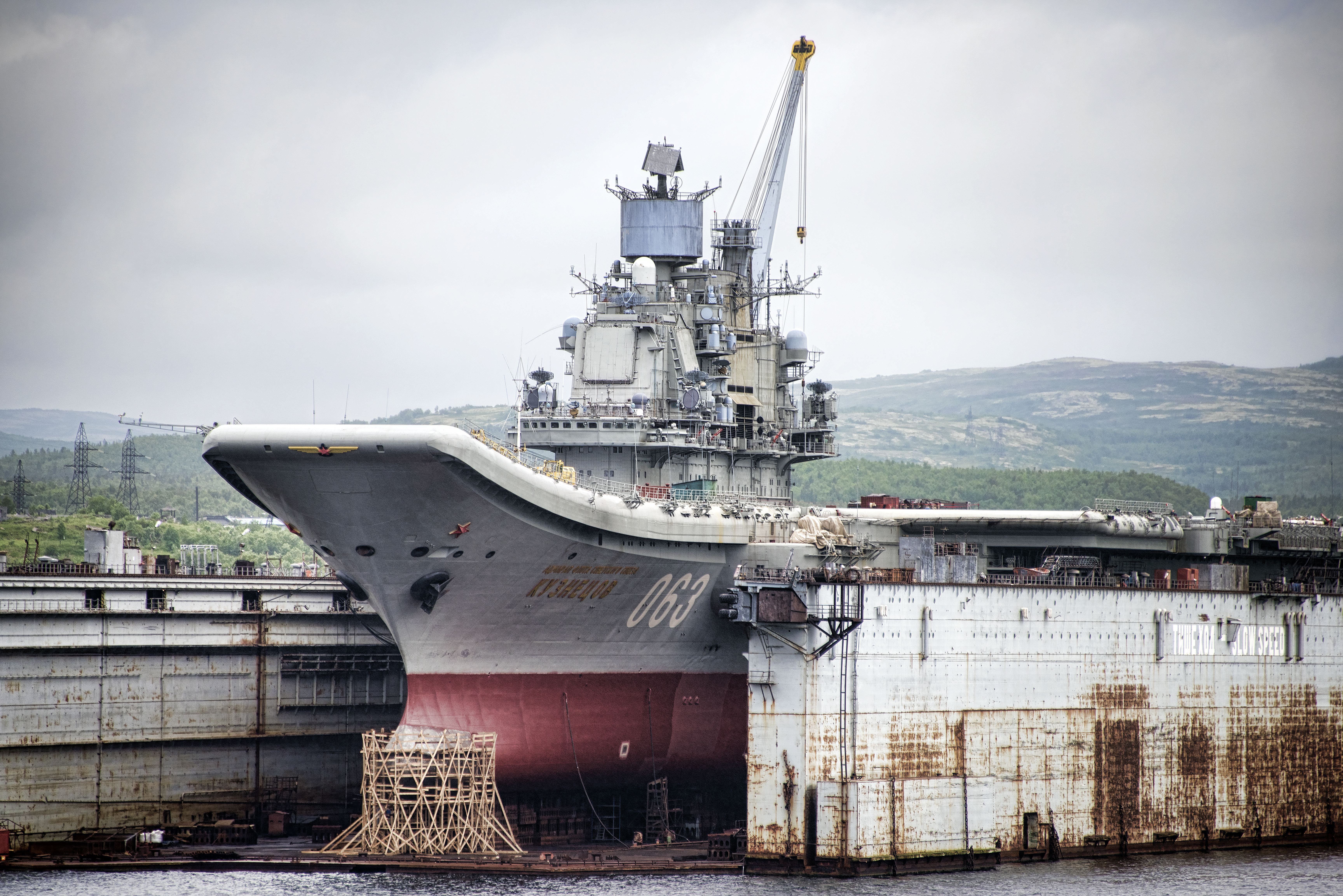
Die Kusnezow im Dock (2015)

Am 30. Oktober 2018 sank PD-50 während des Ausdockens der Admiral Kusnezow in der Kola-Bucht. Ursächlich war ein Stromausfall, wodurch das Absenken des Schwimmdocks unkontrolliert ablief. Die Ballasttanks der Backbordseite liefen sehr schnell voll, wodurch PD-50 Schlagseite bekam und schließlich unterging.
Der Träger konnte trotzdem aus dem Dock in die Bucht gezogen werden. Der Steuerbordkran des Docks mit 70 t Gewicht stürzte auf die Kusnezow und schlug ein etwa 4 m × 5 m großes Loch ins Deck, der Backbordkran fiel ins Wasser. Ein Arbeiter wird vermisst, vier weitere fielen ins Wasser und erlitten eine Unterkühlung. Das Dock liegt vollständig unter Wasser, das an dieser Stelle bis zu 60 m tief ist.
2018 war noch nicht bekannt, ob und wann das Dock gehoben wird. Im Mai 2019 wurde die Hebung des Docks aufgegeben.